# Louis Eisenberg

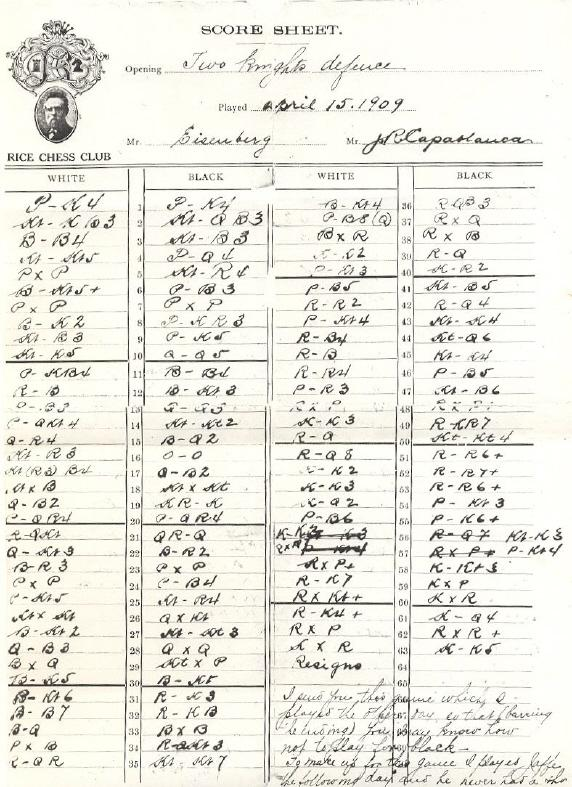
Planella de notació Eisenberg vs. Capablanca, 1909

Louis R. Eisenberg (nascut el 1876 – mort ?) va ser un Mestre d'escacs ucraïnès-americà.
Va néixer a Odessa el 1876. Després de graduar-se al Nicholas College, es va dedicar al periodisme fins que, el 1901-1902, va guanyar un torneig d'escacs a Odessa el 1901 i va viatjar a Montecarlo per participar en el torneig internacional de Mestres que s'hi va jugar sota els auspicis del Cercle des Etrangers el 1902. Va donar una ràpida cobertura d'aquest torneig a Odesskiya Novosti. Eisenberg va ocupar-hi el 18è lloc, i va obtenir una bona victòria sobre Harry Nelson Pillsbury. El torneig va ser guanyat per Géza Maróczy.
Estant a unes poques hores de viatge de Chișinău, després del pogrom antisemita del 6 al 7 d'abril de 1903, va decidir emigrar als Estats Units. El New York Tribune del 16 d'agost de 1903 va escriure que "Louis R. Eisenberg (..) que recentment va jugar a Chicago en el matx telegràfic contra el Brooklyn Chess Club ha fet de Pittsburg la seva llar". També va jugar en els matxs Chicago CC vs. Twin Cities CC el 1904 i Brooklyn CC vs. Rice CC Nova York el 1909.
Eisenberg va compartir 5è a St. Louis 1904 (el 7è American Chess Congress, que va guanyar Frank James Marshall). Va participar en el campionat de l'Associació d'Escacs de l'estat de Nova York el 1909, acabant en un empat a tres bandes al primer lloc amb Clarence S. Howell i H. Zirn. Els tres van jugar un playoff i Howell va guanyar. Això i una partida contra José Raúl Capablanca que es va jugar a la ciutat de Nova York indiquen que probablement Eisenberg hi vivia el 1909.